# 鄭一岳
鄭一岳（1611年2月27日—1646年），字于賡，號東巖，廣東廣州府香山縣人，明朝、南明政治人物。

## 生平
鄭一岳十七歲時與兄長鄭一龍一同成為生員，是天啟七年（1627年）丁卯科廣東鄉試第十名舉人，崇禎十年（1637年）丁丑科三甲第三十三名進士。刑部觀政，授丹徒縣知縣，丹徒位處要衝，他卻能穩定調度糧食物資給經過的軍隊，並設法買米儲備以備不時漕兌徵收，當時連年旱災，流民聚集，他又捐出俸祿賑災救活不少人民，餘暇則勤力教授士子，為香山書院置田二百畝。遇上饑荒，地方流言知府會實行酒禁，酒戶八十人因此鼓噪，他派人整治亂事，懲罰首領者使事件平息，山賊壓境，知府遣派他征討，他毅然率領家丁及士兵百多人連夜轉戰，擒獲渠魁使賊人散去，縣內得以安寧。
崇禎十五年（1642年）任應天鄉試同考官，十六年（1643年）調單縣知縣，該縣屬山東窮鄉僻壤，戶口凋零，豪強肆虐得不能被抓捕入獄，獄卒又會挖洞埋人置死，他到任後得知情狀，立刻杖死為首四名獄卒，縣民無不稱快，不久他就因母親年八十，辭官回鄉。弘光元年（1645年）隆武帝即位，起用他為吏部驗封司主事，歷陞員外郎、郎中，隆武二年（1646年）福京失陷，他乘船途經南康時病逝。

## 家族
曾祖鄭鍾；祖父鄭較；父鄭士熙，長清縣知縣、城步縣知縣。

## 引用
1. 1 2  光緒《香山縣志·卷十三·列傳》：鄭一岳，字于賡，父士熙嘗為長清令生岳，年十七與兄一龍同餼於庠，天啟丁卯舉於鄉，崇禎十年丁丑成進士，授鎮江丹徒令，徒邑當大江素號衝，兵至一切徵發旁午，調度有方絕不苦累其民，如吳中漕兌尤為軍國重儲，岳設法豫支遠糴，以備急乏而後緩徵，以備倉庫，由是課額屢登，公私兩便，民甚賴焉；時蝗旱連年，流民四集，捐俸賑之多所存活，事暇尤勤課文造士，置田二百畝於香山書院，以為諸生膏火資，會歲饑，邑紳萬編語太守有酒禁，酒戶八十人鼓噪，太守不能止，岳遣人治其首亂者乃寢，又山賊抵境，太守遣岳征之，岳毅然跨馬，率家丁及兵役百十人夜往轉戰，擒其渠魁賊遂解散，邑賴以安。任滿會有旨以行取知縣，練達民事可補荒殘，復召岳補山東單縣，單齊魯僻邑，是時民戶凋零，豪梗橫肆，竟不由令置人獄中，獄卒又穴地埋人半身立斃，岳至廉得其狀，立置獄卒斃之杖下者四人，邑稱大快，未幾以母年八十歸，至南康舟次病卒，祀鄉賢。 金通志
2. 1 2  《崇禎十年丁丑科進士三代履歷》：鄭一岳，曾祖鍾，祖較，父士熙，長清城步二縣知縣，東巖，詩五房，辛亥正月十五日生，香山縣人，丁卯十名，會二百四十四名，三甲三十三名，刑部觀政，本年六月授南直丹徒知縣，壬午應天同考，癸未欽補單縣知縣。
3. ↑  錢海岳《南明史·卷四十三·列傳第十九》：（隆武）時吏部司官：……鄭一岳，香山人。崇禎十年進士。丹徒知縣。歷驗封主事、員外郎、郎中。福京亡，卒。